# کیتا آمیمیا
کیتا آمیمیا (انگلیسی: Keita Amemiya؛ زادهٔ ۲۴ اوت ۱۹۵۹) کارگردان فیلم، تصویرگر، و فیلم‌نامه‌نویس اهل ژاپن است. وی از سال ۱۹۸۶ میلادی تاکنون مشغول فعالیت بوده‌است.